# (10596) Stevensimpson
(10596) Stevensimpson est un astéroïde de la ceinture principale.

## Description
(10596) Stevensimpson est un astéroïde de la ceinture principale. Il fut découvert le 4 octobre 1996 à Sudbury par Dennis di Cicco. Il présente une orbite caractérisée par un demi-grand axe de 2,85 UA, une excentricité de 0,02 et une inclinaison de 1,5° par rapport à l'écliptique.

## Compléments